# شهرستان هاوایی (هاوایی)
شهرستان هاوایی (به انگلیسی: Hawaii County, Hawaii) شهرستانی در ایالات متحده آمریکا است که در هاوائی واقع شده‌است.